# Mil W-5
Der Mil W-5 (russisch Миль В-5) ist ein projektierter einmotoriger sowjetischer Mehrzweckhubschrauber. 

## Geschichte
Der Mil W-5 war ein Projekt in den späten 1950er Jahren für einen mittelgroßen Transporthubschrauber mit einer Turbine, wahrscheinlich eine Variante des Mil Mi-2. Der Motor war eine 300 kW starke Turbine Klimow GTD-350. Das Projekt erreichte nie die Produktion.